# Dejan Vukadinović
Dejan Vukadinović (Titograd, 1982. szeptember 3. –) montenegrói labdarúgó, jelenleg a Nyíregyháza Spartacus FC játékosa.

## Pályafutása
Játszott Montenegróban, Szerbiában, Csehországban és Magyarországon is. Igazán meghatározó játékos, inkább a magyar csapatainál tudott lenni. Szerbiában és Csehországban inkább csak kiegészítő játékosként számoltak vele. Az NB1-ben pályára lépett a Nyíregyháza, a Diósgyőr és az MTK színeiben is.